# Prime STH
Prime STH (Прайм ЭсТиЭйч) — шведская рок-группа.

## Карьера
Участники группы собрались ещё подростками. В 1994 году выпустила мини-альбом с четырьмя треками на местном лейбле звукозаписи. Далее последовали судебные разбирательства с лейблом; группа освободилась только в 1998 году. В 2001 году на Reprise Records был записан первый полноценный альбом. В 2006 году группа стала сотрудничать с известным продюсером Аланои Уоллесом; отправилась в концертный тур вместе с Blink-182, Faith No More, Rage Against the Machine и Live.

## Дискография

### Студийные альбомы
- Underneath the Surface (26 июня 2001, Reprise Records)
- Beautiful Awakening (5 апреля 2004, Nuclear Blast Records)

### Синглы
- I’m Stupid (Don’t Worry 'Bout Me) (2001, U.S. Billboard Hot Modern Rock Tracks #31; U.S. Billboard Mainstream Rock Tracks #27)